# Astragalus holophyllus
Astragalus holophyllus är en ärtväxtart som beskrevs av Antonina Georgievna Borissova. Astragalus holophyllus ingår i släktet vedlar, och familjen ärtväxter. Inga underarter finns listade i Catalogue of Life.